# Jos Van Wellenstadion

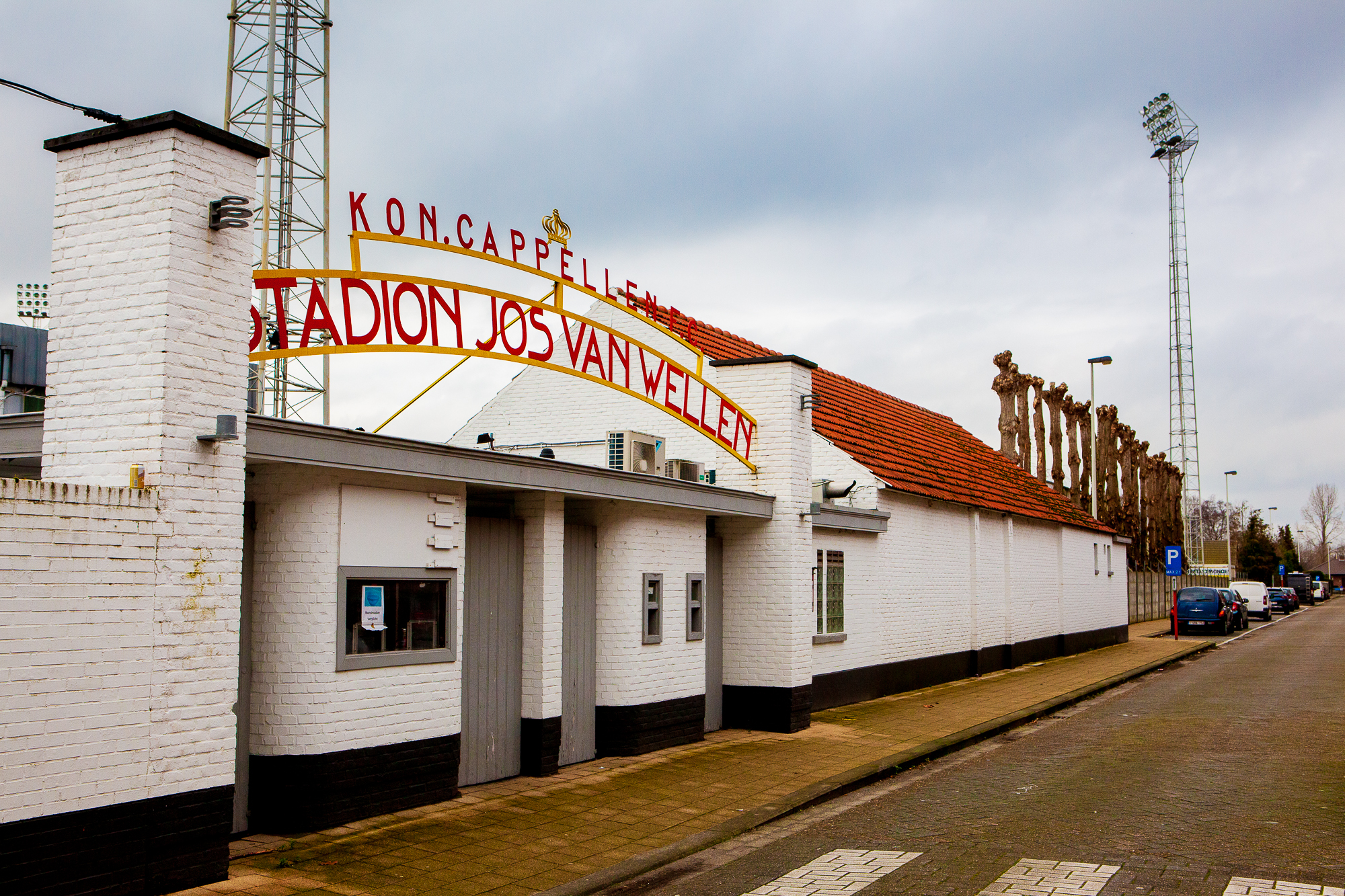
De toegangspoort van het Jos Van Wellenstadion in 2021.

Het Jos Van Wellenstadion gelegen in de René De Pauwstraat te Kapellen is de thuishaven van de Royal Cappellen Football Club.
Het stadion telt rond de 3000-4000 plaatsen. Het stadion is genoemd naar wijlen Jos Van Wellen, de erevoorzitter van de club. Het stadion bestaat uit drie staantribunes en twee zittribunes.
Naast het stadion ligt ook nog kunstgrasveld, waarop de club haar trainingen laat doorgaan.